# 约翰·罗默
约翰·罗默（英語： 1945年2月1日—）美国经济学家、政治科学家，现为耶鲁大学政治经济学教授。1966年，罗默以最优成绩毕业于哈佛大学数学专业，后进入加利福尼亚大学伯克利分校接受研究生教育。期间，由于对反对越南战争转入经济学博士项目，因参与政治活动被大学休学。2018年11月28日为了反对中国大陆打压组织亲劳工团体的学生，约翰·罗默与诺姆·乔姆斯基等30多名左派学者共同呼吁抵制中国举办的世界马克思主义大会。罗默发表声明称，相关行为暴露出中国政治领导层是假马克思主义者。